# يوسف آباد تشم تشال (مقاطعة دلفان)
يوسف‌آباد تشم تشال (بالفارسية: یوسف‌آباد چم چال) هي قرية تقع في قسم ميربغ الجنوبي الريفي (مقاطعة دلفان) في إيران. يقدر عدد سكانها بـ 128 نسمة .